# Roman Ogaza
Roman Grzegorz Ogaza (Katowice, 17 de Novembro de 1952 - 5 de março de 2006) foi um futebolista profissional polaco que atuava como atacante, medalhista olímpico.

## Títulos
Polônia
- Jogos Olímpicos 1976: Prata

## Ligações Externas
- Perfil na Sports Reference